# Токийский музыкальный фестиваль
«Токи́йский музыка́льный фестива́ль» (англ. Tokyo Music Festival; яп. 東京音楽祭) — международный конкурс эстрадной песни, который проводился с 1972 по 1992 год. Его устроителем была Ассоциация Токийского музыкального фестиваля (Tokyo Music Festival Association), которая являлась частью TBS.
Первое выступление на Токийском музыкальном фестивале состоялось 13 мая 1972 года с участием исполнителей из 12 стран. Это было мероприятие к 20-му юбилею самой большой японской коммерческой широковещательной станции TBS.
Также проводился Национальный конкурс Токийского музыкального фестиваля для японских исполнителей, трое победителей которого, завоевавшими Золотой приз (Golden Canary Awards), получали право представлять Японию на международном фестивале.
В разные годы от СССР принимали участие в фестивале: Антонина Жмакова с песней «Звездам навстречу», Виктор Вуячич с песней «Наследство» и Муслим Магомаев с песней «Чертово колесо».
В 1990 году планировалось участие группы «Парк Горького» от Советского Союза, но, в связи со сложной политической обстановкой в стране, она не смогла этого сделать из-за проблем с визами.
16-й и 17-й фестивали были только показательными выступлениями.
20-й фестиваль был проведён только с участием азиатских артистов.

## Гран-при мирового конкурса
| Конкурс （год） | Победитель                                                            | Песня-победитель                                                   | Основные зарубежные участники | Национальные участники |
| --------------- | --------------------------------------------------------------------- | ------------------------------------------------------------------ | --- | --- |
| 1-й (1972)      | Идзуми Юкимура · (яп. 雪村いづみ) · Япония                            | «Я не буду плакать» 「わたしは泣かない」                           | Хулио Иглесиас Рик Спрингфилд Антонина Жмакова Лена Андерссон Ike Cole                                                           | Хироси Мидзухара (水原弘) Юкари Ито (伊東ゆかり) Киёхико Одзаки (尾崎紀世彦) Акира Фусэ (布施明) Toi et Moi (トワ・エ・モワ)       |
| 2-й (1973)      | Mickey Newbury · США                                                  | «Heaven Help the Child» 「祈りの詩」                               | Оливия Ньютон-Джон Виктор Вуячич Лили Иванова Graciela Susana Paul Williams Linda Purl Lynsey De Paul                            | Сумико Сакамото (坂本スミ子) Рёко Морияма (森山良子) Киёхико Одзаки (尾崎紀世彦) Акира Фусэ (布施明) Такаси Сикаути (鹿内孝)       |
| 3-й (1974)      | René Simard · Канада                                                  | «Non ne pleure pas» 「ミドリ色の屋根」                             | Муслим Магомаев Мэри Трэверс The Three Degrees Карел Готт Сьюзан Энтон                                                           | Сёстры Дза Пинац (ザ・ピーナッツ) Акира Фусэ (布施明) Хироси Ицуки (五木ひろし)                                                    |
| 4-й (1975)      | Maureen McGovern · США                                                | «Even Better Than I Know Myself» 「わたしの勲章」                  | Commodores Sister Sledge Аструд Жилберту Джанни Надзаро Nicole Croisille                                                         | Хацуми Сибата (しばたはつみ) Акира Фусэ (布施明) Хироси Ицуки (五木ひろし) Agnes Chan (アグネス・チャン)                           |
| 5-й (1976)      | Натали Коул · США                                                     | «Mr. Melody» 「ミスター・メロディ」                                | The Pointer Sisters Таня Такер Изабель Обре Rufus Kim Sang Hee (김상희) The Bellamy Brothers                                     | Митиё Адзуса (梓みちよ) Four Leaves (フォーリーブス) Хидэки Сайдзё (西城秀樹) Масамицу Таяма (田山雅充)                            |
| 6-й (1977)      | Marilyn McCoo & · Billy Davis Jr. · США                               | «The Two Of Us» 「ふたりの誓い」                                   | Ким Карнс Julie Bataille Morris Albert Maxine Nightingale The Runaways                                                           | Кендзи Савада (沢田研二) Момоэ Ямагути (山口百恵) Дзюнко Оохаси (大橋純子) Кентаро Симидзу (清水健太郎)                            |
| 7-й (1978)      | Эл Грин · США                                                         | «Belle» 「愛しのベル」                                             | Кейт Буш The Emotions Дебби Бун Barbara Dickson Eloise Laws                                                                      | Акира Фусэ (布施明) Хидэки Сайдзё (西城秀樹) Маюми Ицува (五輪真弓) Матико Ватанабэ (渡辺真知子)                                   |
| 8-й (1979)      | Рита Кулидж · США                                                     | «Don't Cry Out Loud» 「あなたしか見えない」                        | A Taste of Honey Эл Джерро Сержио Мендес & Brasil '88 Рафаэлла Карра Sunwoo Hye Kyeong (선우혜경) Madleen Kane The Brothers Four | Judy Ongg (ジュディ・オング) Кендзи Савада (沢田研二) Дзюнко Оохаси (大橋純子) Мария Такэути (竹内まりや)                          |
| 9-й (1980)      | Дайон Уорвик · США                                                    | «Feeling Old Feelings» 「思い出に生きる」                          | The Stylistics The Dooleys Park Kyung Ai Karla Bonoff Эми Стюарт                                                                 | Румико Коянаги (小柳ルミ子) Сигэру Мацудзаки (松崎しげる) Норико Миямото (宮本典子) Ёсими Ивасаки (岩崎良美)                       |
| 10-й (1981)     | The Nolans · Великобритания                                           | «Sexy Music» 「セクシー・ミュージック」                            | The Manhattans Лес Маккьюэн Рэнди Кроуфорд Джермейн Джексон Yoon Si Nae Billy Vera & The Beaters                                 | Хацуми Сибата (しばたはつみ) Хироми Ивасаки (岩崎宏美) Кумико Ямасита (山下久美子) Ёсинори Монта (もんた&ブラザーズ) SKY           |
| 11-й (1982)     | John O'Banion · США                                                   | «I Don't Want To Lose Your Love» 「君だけのバラード」              | Angie Gold Davy Jones Алессандра Муссолини Moon Ju Ran (문주란) Claire D'Asta Хелен Редди                                        | Марико Такахаси (高橋真梨子) Ясуха (泰葉) Ёсими Ивасаки (岩崎良美) Creation (クリエイション) Cappuccino (カプチーノ)               |
| 12-й (1983)     | Лайонел Ричи · США · Джо Кокер & Дженнифер Уорнс · Великобритания США | «You Are» 「ユー・アー」 "Up Where We Belong" 「愛と青春の旅だち」 | Конни Стивенс Song Gol Mae (송골매) Billy Field Nancy Wilson Анита Муи Herbert Léonard                                           | Синъити Мори (森進一) Горо Ногути (野口五郎) Киётака Сугияма & OMEGA TRIBE (杉山清貴&オメガトライブ) Руико Курахаси (倉橋ルイ子)   |
| 13-й (1984)     | Лора Брэниган · США                                                   | «The Lucky One» 「ラッキー・ワン」                                 | Лималь Пиа Задора Корин Эрме Тако Окерси Min Hae Kyung (민해경) Jakie Quartz                                                     | Ouyang Fei Fei (欧陽菲菲) Хидэки Сайдзё (西城秀樹) Миюки Косака (香坂みゆき) Кодзи Киккава (吉川晃司) Кодзиро Симидзу (清水宏次朗) |
| 14-й (1985)     | Kool & the Gang · США                                                 | «Cherish» 「チェリッシュ」                                         | Menudo Дэнис Уильямс Teri DeSario Ireen Sheer                                                                                    | Мицуё Нэмото (MIE) Мики Асакура (麻倉未稀) ZIG ZAG                                                                                 |
| 15-й (1986)     | Miami Sound Machine · США                                             | «Conga» 「コンガ!」                                                | Shakatak Сандра Крету Lady Pank El DeBarge The Nylons                                                                            | Кёко Коидзуми (小泉今日子) C-C-B Кумико Ямасита (山下久美子) Джордж Янаги (柳ジョージ)                                             |
| 16-й (1987)     | ----                                                                  | ----                                                               | The Jets Лесли Чун Cutting Crew                                                                                                  | Мори, Синъити (森進一) Ю Хаями (早見優) T-Square (ザ・スクエア)                                                                    |
| 17-й (1988)     | ----                                                                  | ----                                                               | Джоди Уотли Michael Fortunati Лесли Чун Тереза Тенг                                                                              | Йоко Огиномэ (荻野目洋子) Мари Хамада (浜田麻里) Seikima II (聖飢魔II) Bow Wow Кей Исигуро (石黒ケイ)                              |
| 18-й (1989)     | Офра Хаза · Израиль                                                   | «Im Nin'alu»                                                       | Алисса Милано Was (Not Was) Julia Fordham Yang Soo Kyung (양수경) Living in a Box Vaya Con Dios                                  | Юкари Морикава (森川由加里) Аяко Симидзу (清水綾子)                                                                                |
| 19-й (1990)     | Wilson Phillips · США                                                 | «Hold On»                                                          | Бобби Макферрин 14 Karat Soul Синитта Bill Champlin                                                                              | Хидэаки Мацуока (松岡英明) Kabuki Rocks (カブキロックス) FUSE                                                                      |
| 20-й (1992)     | Smokey Mountain · Филиппины                                           | «Paraiso» 「パライソ」                                             | Susie Kang (강수지) Li Lingyu Sally Yeh                                                                                          | DA BUBBLEGUM BROTHERS (バブルガム・ブラザーズ)                                                                                     |

## Специальные гости фестиваля
- Жорж Мустаки
- The Jackson 5
- Сэмми Дэвис-младший
- Ширли Бэсси
- Фрэнк Синатра
- Пол Анка
- Дайана Росс
- Донна Саммер
- Сильви Вартан
- Стиви Уандер
- Перри Комо
- Энгельберт Хампердинк
- Энди Уильямс
- Барри Манилоу
- Линда Ронстадт
- Айрин Кара
- Гарри Белафонте
- Earth, Wind & Fire
- Шина Истон
- Майк Лав (The Beach Boys) & Endless Summer Band